# 가인산분해효소 a 인산가수분해효소
가인산분해효소 a 인산가수분해효소(영어: phosphorylase a phosphatase) (EC 3.1.3.17)는 다음과 같은 화학 반응을 촉매하는 효소이다. 가인산분해효소 인산가수분해효소(영어: phosphorylase phosphatase)라고도 한다.
[가인산분해효소 a] + 4 H2O  ⇄  2 [가인산분해효소 b] + 4 인산
가인산분해효소 a 인산가수분해효소는 단백질 인산가수분해효소 1과 동의어이다. 가인산분해효소 a 인산가수분해효소는 가수분해효소 부류에 속하며, 특히 인산 모노에스터 결합에 작용하는 효소에 속한다.

## 명명법
가인산분해효소 a 인산가수분해효소의 계통명은 [가인산분해효소 a] 포스포하이드롤레이스(영어: [phosphorylase a] phosphohydrolase)이다.
다음은 일반적으로 사용되는 다른 이름들이다.
- PR-효소(영어: PR-enzyme)
- 글리코젠 가인산분해효소 인산가수분해효소(영어: glycogen phosphorylase phosphatase)
- 단백질 인산가수분해효소 C(영어: protein phosphatase C)
- 1형 단백질 인산가수분해효소(영어: type 1 protein phosphatase)

## 같이 보기
- 가인산분해효소 키네이스

## 참고 문헌
- Brandt H, Capulong ZL, Lee EY (1975). “Purification and properties of rabbit liver phosphorylase phosphatase”. 《J. Biol. Chem.》 250 (20): 8038–44. PMID 240850.
- Graves DJ, Fischer EH, Krebs EG (1960). “Specificity studies on muscle phosphorylase phosphatase”. 《J. Biol. Chem.》 235: 805–9. PMID 13829077.
- Rall TW, Wosilait WD, Sutherland EW (1956). “The interconversion of phosphorylase a and phosphorylase b from dog heart muscle”. 《Biochim. Biophys. Acta》 20 (1): 69–76. doi:10.1016/0006-3002(56)90264-5. PMID 13315351.